# 大里一交流道 (台63線)
大里一交流道位於臺灣臺中市大里區，為臺灣台63線指標2公里處的交流道，連接樹王路（中129線）、德芳路與文心南路。可由此交流道前往大里區、南屯區及東區。
|  | 出口 大里一 | 大里市區 德芳路 |